# 大森町 (千葉県)
大森町（おおもりまち）は、千葉県印旛郡に存在した町。現在の印西市の北部に位置している。

## 沿革
- 1889年（明治22年）4月1日 - 町村制施行に伴い、大森村、鹿黒村、亀成村、和泉村、相島村、発作村が合併し大杜村（おおもりむら）が発足。
- 1913年（大正2年）4月1日 - 大杜村が町制施行・改称して大森町となる。
- 1950年（昭和25年）2月12日 - 長楽寺で火災が発生。国宝の観音堂が全焼[1]。
- 1954年（昭和29年）12月1日 - 木下町、船穂村、永治村の2町1村と合併して印西町となり消滅。

## 交通

### 鉄道
- 国鉄（JR東日本）
  - 成田線：木下駅（所在地は木下町）